# Cục Quản lý đăng ký kinh doanh (Việt Nam)
Cục Quản lý đăng ký kinh doanh (tiếng Anh: Agency for Business Registration, viết tắt là ABR) là cơ quan trực thuộc Bộ Kế hoạch và Đầu tư, giúp Bộ trưởng thực hiện chức năng quản lý nhà nước về đăng ký doanh nghiệp, hộ kinh doanh, hợp tác xã và các loại hình khác theo quy định của pháp luật.
Cục Quản lý đăng ký kinh doanh thành lập ngày 9/9/2010, theo Quyết định số 1659/QĐ-TTg ngày 9/9/2010 của Thủ tướng Chính phủ.
Chức năng, nhiệm vụ, quyền hạn và cơ cấu tổ chức của Cục Quản lý đăng ký kinh doanh được quy định tại Quyết định số 808/QĐ-BKHĐT ngày 15/5/2023 của Bộ trưởng Bộ Kế hoạch và Đầu tư.

## Nhiệm vụ và quyền hạn
Theo Điều 2, Quyết định số 808/QĐ-BKHĐT ngày 15/5/2023 của Bộ trưởng Bộ Kế hoạch và Đầu tư, Cục Quản lý đăng ký kinh doanh có các nhiệm vụ, quyền hạn chính:
- Chủ trì hoặc tham gia xây dựng, soạn thảo cơ chế, chính sách và các văn bản quy phạm pháp luật về đăng ký doanh nghiệp, hộ kinh doanh, hợp tác xã và các loại hình khác theo quy định của pháp luật trình cấp có thẩm quyền ban hành.
- Theo dõi, giám sát, tổng hợp tình hình thực hiện đăng ký doanh nghiệp, hộ kinh doanh, hợp tác xã và các loại hình doanh nghiệp khác theo quy định của pháp luật trên phạm vi cả nước; theo dõi, tổng hợp tình hình sau đăng ký doanh nghiệp.
- Về thông tin đăng ký doanh nghiệp và các loại hình khác:

1. Tổ chức xây dựng, quản lý, vận hành Hệ thống thông tin quốc gia về đăng ký doanh nghiệp, hộ kinh doanh, hợp tác xã;
2. Chủ trì, phối hợp với các cơ quan có liên quan trong việc kết nối và trao đổi thông tin về đăng ký doanh nghiệp, hộ kinh doanh, hợp tác xã và các loại hình khác theo quy định của pháp luật;
3. Cung cấp thông tin trong Cơ sở dữ liệu quốc gia về đăng ký doanh nghiệp, hộ kinh doanh, hợp tác xã cho các tổ chức, cá nhân;
4. Phát hành ấn phẩm, tài liệu hướng dẫn, phổ biến pháp luật về đăng ký doanh nghiệp, hộ kinh doanh, hợp tác xã và các loại hình khác theo quy định của pháp luật.

- Thực hiện các nhiệm vụ khác theo phân công của Bộ trưởng.

## Lãnh đạo Cục[2]
- Cục trưởng: Phùng Quốc Chí
- Phó Cục trưởng:

1. Nguyễn Thị Việt Anh
2. Nguyễn Khắc Huy

## Cơ cấu tổ chức
(Theo Điều 3, Quyết định số 808/QĐ-BKHĐT ngày 15/5/2023 của Bộ trưởng Bộ Kế hoạch và Đầu tư)

### Các phòng thực hiện chức năng quản lý nhà nước
- Văn phòng Cục
- Phòng Tổng hợp, Thông tin và Chính sách
- Phòng Nghiệp vụ đăng ký kinh doanh
- Phòng Giám sát đăng ký kinh doanh

### Đơn vị sự nghiệp
- Trung tâm Hỗ trợ đăng ký kinh doanh